# بیبر (ویرجینیای غربی)
بیبر (به انگلیسی: Baber) یک منطقهٔ مسکونی در ایالات متحده آمریکا است که در شهرستان لوگان، ویرجینیای غربی واقع شده‌است.